# کارولین مولر (بازیکن فوتبال)
کارولین مولر (انگلیسی: Caroline Müller؛ زادهٔ ۱۸ مهٔ ۱۹۸۹) بازیکن فوتبال اهل سوئیس است.
وی همچنین در تیم ملی فوتبال زنان سوئیس بازی کرده‌است.